# Liste der Ortschaften im Bezirk Imst
Die Liste der Ortschaften im Bezirk Imst enthält die Gemeinden und ihre zugehörigen Ortschaften im Tiroler Bezirk Imst (in Klammern stehen die Einwohnerzahlen zum Stand 1. Jänner 2024).
Kursive Gemeindenamen sind keine Ortschaften, in Klammern der Status Markt bzw. Stadt. Die Angaben erfolgen im offiziellen Gemeinde- bzw. Ortschaftsnamen, wie von der Statistik Austria geführt.
- Arzl im Pitztal (1895)
  - Blons (54)
  - Hochasten (64)
  - Leins (320)
  - Ried (95)
  - Timls (127)
  - Wald (605)

- Haiming (2566)
  - Brunau (102)
  - Haimingerberg (346)
  - Ochsengarten (130)
  - Ötztal-Bahnhof (1613)
  - Schlierenzau (143)

- Imst (Stadt; 11.108)

- Imsterberg (826)

- Jerzens (904)

- Karres (633)

- Karrösten (718)

- Längenfeld (4927)

- Mieming
  - Barwies (1179)
  - Obermieming (1590)
  - See (533)
  - Untermieming (669)

- Mils bei Imst (657)

- Mötz (1357)

- Nassereith (2239)

- Obsteig (1479)

- Oetz (2382)

- Rietz (2515)

- Roppen (1951)

- St. Leonhard im Pitztal (770)
  - Plangeross (248)
  - Zaunhof (424)

- Sautens (1603)

- Silz (2604)
  - Kühtai (36)

- Sölden (2297)
  - Gurgl (429)
  - Heiligkreuz (111)
  - Vent (127)
  - Zwieselstein (146)

- Stams (1608)

- Tarrenz (2855)

- Umhausen (1991)
  - Farst (9)
  - Köfels (44)
  - Niederthai (345)
  - Östen (463)
  - Tumpen (662)

- Wenns (2175)